# Els Pinnoy
Els Pinnoy is een Belgisch voormalig rolschaatsster en inline-skater.

## Levensloop
Pinnoy werd in 1987 Europees kampioene te Oostende op het onderdeel '5000 meter aflossing'. Daarnaast behaalde ze diverse ereplaatsen op kampioenschappen, waaronder brons in 1987 in het onderdeel '3000 meter' op de wereldkampioenschappen in het Franse Grenoble.

## Palmares

### Rolschaatsen
Weg
- Europese kampioenschappen
  - 1987 in het Belgische Oostende
    -  op de 5000 meter aflossing

  - 1991 in het Italiaanse Pescara
    -  op de 5000 meter aflossing

- Wereldkampioenschappen
  - 1992 in het Italiaanse Rome
    -  op de 5 kilometer puntenkoers[1]

Piste
- Europese kampioenschappen
  - 1987 in het Belgische Oostende
    -  op de 5000 meter
    -  op de 5000 meter aflossing

  - 1990 in het Duitse Inzell
    -  op de 5.000 meter eliminatie

  - 1991 in het Italiaanse Pineto
    -  op de 3000 meter
    -  op de 5000 meter puntenkoers

  - 1992 in het Italiaanse Acireale
    -  op de 5000 meter aflossing

  - 1993 in het Franse Valence d'Agen
    -  op de 5000 meter aflossing

- Wereldkampioenschappen
  - 1987 in het Franse Grenoble
    -  op de 3000 meter